# Révolte tibétaine de 1905
La révolte tibétaine de 1905 (chinois traditionnel : 巴塘之亂 ; chinois simplifié : 巴塘之乱 ; pinyin : Bātáng zhī luàn) a commencé dans la région du Kham (Tibet oriental) dans les provinces du Sichuan et du Yunnan. Elle a eu pour conséquence le renforcement du pouvoir des représentants de la dynastie Qing dans la province.

## Contexte
Les Qing permettent finalement l'arrivée des missionnaires, en marge d'un des traités inégaux qu'est le traité de Tianjin (ou Tientsin), imposé par les grandes puissances en 1858. Celui-ci ouvre la Chine au commerce, après la Seconde guerre de l'opium. Dans cette partie du Yunnan, le pouvoir local est détenu par de grandes monastères qui défendent le pouvoir impérial chinois. En 1903, l'expédition britannique contre Lhassa commence dans le contexte du Grand Jeu contre les Russes. Lhassa est occupée par les Anglais pendant l'été 1904, le dalaï-lama fuit alors à Urga (aujourd'hui Oulan-Bator), capitale de la Mongolie-Extérieure, qui était alors sous suzeraineté chinoise. Les moines estiment d'une manière générale que les missionnaires étrangers font le jeu du pouvoir impérial et leur méfiance est accrue par ce contexte de guerre. De plus ils écartent de leur influence les paysans convertis au christianisme, lequel défend les pauvres. 
Faisant suite à la chute de Lhassa, les missionnaires français misèrent sur la Chine dont les agents souhaitaient aussi la soumission des moines et des seigneurs des régions tibétaines frontalières. Le refus des Tibétains de se plier aux réformes agraires et à l'exploitation minière imposées se transforma en révolte en 1905, ordonnée par l'Gelugpa. Elle visait des mandarins locaux, les prêtres de la Société des missions étrangères de Paris, qui avaient fondé plusieurs communautés de convertis, ainsi que les villageois membres de ces paroisses.
En 1905, sur les conseils des missionnaires (d'après Laurent Deshayes), le monastère de Batang, important foyer de la rébellion, est attaqué et ses moines massacrés. Les Tibétains répliquèrent en capturant quatre missionnaires qui furent torturés avant d'être tués. En juin 1906, alors que le soulèvement s'est généralisé, le monastère de Sampéling, dernier refuge des révoltés, est détruit et les milliers de Tibétains qui s'y sont réfugiés sont massacrés. 
Le botaniste écossais George Forrest est le premier Européen à témoigner directement du déroulement des faits, ayant lui-même échappé à la mort. Il écrivit des comptes rendus à plusieurs revues botaniques. Les informations sont relayées plus tard dans la presse européenne et dans les bulletins des missionnaires.

## Attaques contre les étrangers
La première attaque est menée en avril contre la mission de Batang. La chapelle est incendiée et deux prêtres sont tués : le père Mussot (Henri Mussot, 1854-1905) et le père Jean-André Soulié (fameux botaniste), qui avait déjà subi une attaque en 1896.
Le yamen (bureau du mandarin) de l'amban est assiégé et le général chinois Wou Yi-tchung, tué par balle. L'amban Feng et le commandant-en-chef parviennent à s'échapper. Feng rejoint la caserne du commandant Lo, mais celle-ci est également assiégée par une centaine d'hommes de troupe tibétains qui se mutinent à la nouvelle de la révolte. Les convertis chinois ou tibétains qui s'étaient réfugiés à la caserne sont massacrés.
Ensuite la révolte gagne la mission de Tsé-kou où se trouve Forrest. Le père Jules Dubernard en est le fondateur avec seize familles d'anciens esclaves convertis. Forrest parvient à s'échapper par la route de Patang avec des soldats chinois, mais le père Pierre-Marie Bourdonnec est tué par flèches près de Tsé-kou le 23 juillet 1905 et le père Jules Dubernard est décapité près du Mékong le 26 juillet 1905, après avoir été tous les deux torturés.

## Expédition punitive des Chinois
Le général chinois Ma Wei-ch'i lance aussitôt une expédition punitive, d'abord contre Batang, détruisant le monastère. Des maisons sont incendiées et les chefs rebelles décapités. L'expédition sanglante du général Zhao Erfeng se déchaîne dans le Sichuan et le Tibet oriental. Le monastère de Chantreng est attaqué, mais ne se soumet qu'au bout de plusieurs mois de siège. Tous les lamas sont exécutés et le monastère rasé. Des fonctionnaires chinois viennent remplacer les chefs locaux. La rébellion est totalement matée, au moins jusqu'à la révolution chinoise de 1911.

## Source
- (en) Cet article est partiellement ou en totalité issu de l’article de Wikipédia en anglais intitulé « 1905 Tibetan Rebellion » (voir la liste des auteurs).